# Epitonium krebsii
Epitonium krebsii (nomeada, em inglês, Kreb's wentletrap ou stout wentletrap) é uma espécie de molusco gastrópode marinho da família Epitoniidae, na ordem Caenogastropoda. Foi classificada por Otto Andreas Lowson Mörch, em 1875, e descrita originalmente como Scala krebsii, no texto "Synopsis familiæ Scalidarum Indiarum occidentalium. Oversigt over Vestindiens Scalarier"; publicado em Videnskabelige meddelelser fra den Naturhistoriske forening i Kjöbenhavn, 1874(17): 250-268; sendo distribuída pelo Atlântico Ocidental, da Carolina do Norte, nos Estados Unidos, até Colômbia e Venezuela, no Mar do Caribe, com sua presença se estendendo do Pará até a costa sudeste do Brasil, em São Paulo.

## Descrição da concha e hábitos
Possui uma concha turriforme, de coloração branca a creme ou amarelada, com 7 a 8 voltas de contornos arredondados e abertura circular e sem canal sifonal, com relevo dotado de costelas lamelares em sua espiral, em número de 10 a 12 costelas por volta; atingindo até os 2.2 centímetros de comprimento. Ela é bastante ampla na base e possui um profundo umbílico. Seu habitat é a zona entremarés e zona nerítica até profundidades de quase 300 metros. Esta espécie é encontrada em manguezais e particularmente em habitats de areia de coral, rochas, bancos de ervas marinhas e em Sargassum.